# Томмі Форд (гірськолижник)
Томмі Форд (20 березня 1989 , Бенд, Орегон ) — американський гірськолижник, що спеціалізується на гігантському слаломі та супергіганті. Учасник двох зимових Олімпійських іграх та чотирьох чемпіонатів світу.

## Результати в Кубку світу
Усі результати наведено за даними Міжнародної федерації лижного спорту.

### Підсумкові місця в Кубку світу за роками
| Сезон | Вік | Загальний залік          | Слалом                   | Гігантський слалом       | Супергігант              | Швидкісний спуск         | Гірськолижна комбінація  | Паралельний слалом |
| ----- | --- | ------------------------ | ------------------------ | ------------------------ | ------------------------ | ------------------------ | ------------------------ | ------------------ |
| 2010  | 20  | 116                      | —                        | 35                       | —                        | —                        | —                        |                    |
| 2011  | 21  | 108                      | —                        | 41                       | 37                       | —                        | —                        |                    |
| 2012  | 22  | 74                       | —                        | 28                       | 46                       | —                        | —                        |                    |
| 2013  | 23  | 136                      | —                        | 49                       | —                        | —                        | —                        |                    |
| 2014  | 24  | травмований: не змагався | травмований: не змагався | травмований: не змагався | травмований: не змагався | травмований: не змагався | травмований: не змагався |                    |
| 2015  | 25  | 118                      | —                        | 36                       | —                        | —                        | —                        |                    |
| 2016  | 26  | 109                      | —                        | 39                       | 56                       | —                        | —                        |                    |
| 2017  | 27  | 82                       | —                        | 25                       | —                        | —                        | —                        |                    |
| 2018  | 28  | 58                       | —                        | 17                       | —                        | —                        | —                        |                    |
| 2019  | 29  | 41                       | —                        | 10                       | —                        | —                        | —                        |                    |
| 2020  | 30  | 22                       | —                        | 5                        | —                        | —                        | —                        | 12                 |
| 2021^ | 31  | 32                       | —                        | 5                        | —                        | —                        | —                        | —                  |

Станом на 26 лютого 2021 року

### П'єдестали в окремих заїздах
- 1 перемога – (1 ГС)
- 3 п'єдестали  – (3 ГС), 15 топ-десять (14 ГС, 1 ПГ)

| Сезон | Дата           | Місце проведення        | Дисципліна         | Місце |
| ----- | -------------- | ----------------------- | ------------------ | ----- |
| 2020  | 8 грудня 2019  | Бівер Крік (США)        | Гігантський слалом | 1-ше  |
| 2020  | 22 лютого 2020 | Юдзава Наеба (Японія)   | Гігантський слалом | 3-тє  |
| 2021  | 7 грудня 2020  | Санта-Катерина (Італія) | Гігантський слалом | 2-ге  |

## Результати на чемпіонатах світу
Усі результати наведено за даними Міжнародної федерації лижного спорту.
| Рік  | Вік | Слалом                   | Гігантський слалом       | Супергігант              | Швидкісний спуск         | Гірськолижна комбінація  |                          |
| ---- | --- | ------------------------ | ------------------------ | ------------------------ | ------------------------ | ------------------------ | ------------------------ |
| 2011 | 21  | —                        | НФ2                      | 14                       | —                        | —                        |                          |
| 2013 | 23  | травмований: не змагався | травмований: не змагався | травмований: не змагався | травмований: не змагався | травмований: не змагався | травмований: не змагався |
| 2015 | 25  | —                        | 19                       | —                        | —                        | —                        |                          |
| 2017 | 27  | —                        | НФ1                      | —                        | —                        | —                        |                          |
| 2019 | 29  | —                        | 12                       | —                        | —                        | —                        |                          |
| 2021 | 31  | травмований: не змагався | травмований: не змагався | травмований: не змагався | травмований: не змагався | травмований: не змагався | травмований: не змагався |

## Результати на Олімпійських іграх
Усі результати наведено за даними Міжнародної федерації лижного спорту.
| Рік  | Вік | Слалом                   | Гігантський слалом       | Супергігант              | Швидкісний спуск         | Гірськолижна комбінація  |                          |
| ---- | --- | ------------------------ | ------------------------ | ------------------------ | ------------------------ | ------------------------ | ------------------------ |
| 2010 | 20  | —                        | 26                       | —                        | —                        | —                        |                          |
| 2014 | 24  | травмований: не змагався | травмований: не змагався | травмований: не змагався | травмований: не змагався | травмований: не змагався | травмований: не змагався |
| 2018 | 28  | —                        | 20                       | —                        | —                        | —                        |                          |